# Allstars (album av Blacknuss)
Allstars är ett musikalbum av Blacknuss, släppt 1996.

## Låtlista
1. Dinah ft. Stephen Simmonds, ADL, Richie Pasta & Muladoe 5:00
2. Seventh Heaven ft. Titiyo 4:30
3. Disco Fantasy 5:52
4. Roll With Me ft. Robyn, Joshua & Abel 5:11
5. Intimate Friends ft. Titiyo 4:42
6. Doreen 6:57
7. Earmeal 5:44
8. Dreams 7:09
9. Last Night A DJ Saved My Life (C&J Mix) ft. Nai-jee-ria & ADL 4:35
10. Blacknuss Blues 5:26
11. Hell 3:27
12. Loungtangyaa (Visiting) ft. Djali Ba Kuyate 3:49

Totalt 1:02:22